# Gerard Descarrega Puigdevall
Gerard Descarrega Puigdevall (2 de maio de 1994) é um atleta paralímpico espanhol. Representou a Espanha nos Jogos Paralímpicos de Verão de 2016 no Rio de Janeiro, onde conquistou a medalha de ouro a vencer os quatrocentos metros da T11. Obteve novamente o título da prova em Tóquio 2020.